# Языки Арнольда
Языки Арнольда — в теории динамических систем, области рациональности числа вращения в двупараметрическом семействе гомеоморфизмов окружности, начинающемся (при нулевом значении одного из параметров) с чистых поворотов.

## Постановка задачи
Рассмотрим семейство гомеоморфизмов окружности
{\displaystyle f_{\alpha ,\varepsilon }(x)=x+\alpha +\varepsilon \sin(2\pi x),\quad x,\alpha \in S^{1}=\mathbb {R} /\mathbb {Z} ,\,\varepsilon \in [0,1/10].}
Для этого семейства, можно рассмотреть функцию {\displaystyle \rho (\alpha ,\varepsilon )}, сопоставляющую параметрам {\displaystyle (\alpha ,\varepsilon )} число вращения соответствующего гомеоморфизма. Множества точек, в которых она принимает рациональные значения,
{\displaystyle E_{p/q}:=\{(\alpha ,\varepsilon )\mid \rho (\alpha ,\varepsilon )=p/q\},}
и называются языками Арнольда.

## Описание поведения
При {\displaystyle \varepsilon =0} отображение {\displaystyle f_{\alpha }} является поворотом на угол {\displaystyle \alpha }. Соответственно, {\displaystyle \rho (\alpha ,0)=\alpha }, и рациональное значение {\displaystyle p/q} принимается только в соответствующей точке {\displaystyle \alpha =p/q}
Напротив, при сколь угодно малом {\displaystyle \varepsilon _{0}>0} для каждого {\displaystyle p/q} пересечение {\displaystyle E_{p/q}} с горизонтальным отрезком {\displaystyle \varepsilon =\varepsilon _{0}} оказывается отрезком. Это связано с тем, что, как утверждает теорема Пуанкаре, число вращения рационально со знаменателем q тогда и только тогда, когда у отображения {\displaystyle f^{q}} имеется неподвижная точка. Соответственно, поскольку семейство {\displaystyle f_{\alpha ,\varepsilon }} при любом фиксированном {\displaystyle \varepsilon } монотонно по {\displaystyle \alpha }, при увеличении {\displaystyle \alpha } наблюдается последовательность бифуркаций:
- Сначала (на левом краю {\displaystyle E_{p,q}\cap \{\varepsilon =\varepsilon _{0}\}}) у {\displaystyle f_{\alpha ,\varepsilon _{0}}} появляется полуустойчивая периодическая орбита периода {\displaystyle q} точка (или одновременно появляются несколько таких орбит); все точки, не принадлежащие к таким орбитам, стремятся к ним, дрейфуя «по часовой стрелке» (в направлении убывания {\displaystyle x}).
- Эти орбиты немедленно распадаются на устойчивые и неустойчивые; устойчивые с ростом параметра {\displaystyle \alpha } дрейфуют против, а неустойчивые по часовой стрелке.
- В течение определённого отрезка параметров {\displaystyle \alpha } периодические точки дрейфуют, возможно, происходит рождение новых или уничтожение старых орбит.
- Наконец, в некоторый момент оказывается, что все имевшиеся орбиты слились в одну или несколько полуустойчивых орбит, дрейф в дополнении к которым идёт против часовой стрелки — в положительном направлении. Это и есть правая граница {\displaystyle E_{p,q}\cap \{\varepsilon =\varepsilon _{0}\}} — при сколь угодно малом дальнейшем увеличении {\displaystyle \alpha } периодические точки периода {\displaystyle q} исчезают (а число вращения, тем самым, строго увеличивается).

Единственное возможное поведение аналитического диффеоморфизма, при котором вышеописанный сценарий не имеет места — это диффеоморфизм конечного порядка: если для некоторого {\displaystyle \alpha } отображение {\displaystyle f_{\alpha ,\varepsilon _{0}}^{q}} тождественно, то соответствующее {\displaystyle E_{p,q}\cap \{\varepsilon =\varepsilon _{0}\}} состоит из одной точки {\displaystyle (\alpha ,\varepsilon _{0})}. Однако, соображения комплексного анализа легко показывают, что для рассматриваемого выше семейства это не происходит.
Подытоживая всё вышесказанное, видим, что множество {\displaystyle E_{p/q}} — это своеобразный «язык», «растущий» из точки {\displaystyle (p/q,0)} и ограниченный двумя непрерывными кривыми.
Также, используя теорему Данжуа и соображения монотонности, несложно увидеть, что для любого иррационального {\displaystyle \varphi } множество {\displaystyle E_{\varphi }=\{\rho (\alpha ,\varepsilon )=\varphi \}} — это непрерывная кривая, начинающаяся из точки {\displaystyle (\varphi ,0)}.
Стоит отметить, что при любом фиксированном {\displaystyle \varepsilon >0} число вращения как функция параметра {\displaystyle \alpha } является канторовой лестницей. Однако, в отличие от обычной конструкции канторовой лестницы, канторово множество её точек роста (замыкание множества параметров {\displaystyle \alpha }, соответствующих иррациональным числам вращения) оказывается имеющим положительную меру Лебега.